# Sigvaldi Strut-Haraldsson
Sigvaldi (seconda metà del X secolo) è stato un condottiero norreno, capo semi-leggendario dei vichinghi di Jomsborg.
Succedette a Palnatoke come leader dei vichinghi di Jomsborg alla fine del X secolo. Il personaggio di Sigvaldi rimane in gran parte enigmatico. Come leader, si diceva che fosse più astuto che coraggioso, nonostante fosse a capo di una forza così potente.

## Biografia
Sigvaldi Strut-Haraldsson era il figlio dello jarl Strut-Harald, che regnava sul territorio danese della Scania ed era fratello di Thorkell l'Alto.
Per ottenere la mano di Astrid, la figlia del capo dei Venedi Burislav, promise di liberare i Venedi dal tributo che dovevano pagare ai danesi. Mantenne la sua promessa facendo rotta per la Zelanda, dove inviò al re Sweyn Barbaforcuta il messaggio secondo cui aveva importanti notizie, ma che si era ammalato e non poteva venire di persona a portargliele. Quando Sweyn salì a bordo della nave di Sigvaldi, fu catturato dai vichinghi di Jomsborg. Per essere liberato, il re danese dovette accettare di concedere l'indipendenza sia ai vichinghi di Jomsborg che ai Venedi, oltre a pagare un riscatto adeguato al suo rango regio. In ulteriori negoziati, fu convenuto che Sweyn avrebbe sposato Gunhildr di Venedia, la figlia di Burislav, mentre quest'ultimo avrebbe sposato la sorella di Sweyn, Tyri.
Al momento del funerale di suo padre, Strut-Harald, Sweyn consigliò a Sigvaldi di unirsi all'attacco alla Norvegia per deporre Haakon Sigurdsson. Questa promessa avrebbe condotto i vichinghi di Jomsborg alla sconfitta nella battaglia di Hjörungavágr nel 986, da cui Sigvaldi fuggì in disgrazia.
Nel 1000, Sigvaldi si dimostrò infido nella battaglia di Svolder, attirando Olaf Tryggvason nella battaglia. Secondo la Heimskringla di Snorri Sturluson, Sigvaldi arrivò per dirgli che le voci di un'imboscata pianificata erano false. Lo condusse in un'imboscata e lo abbandonò nel fervore della battaglia. Non ci sono notizie di Sigvaldi dopo la battaglia di Svolder. L'invasione dell'Inghilterra nel 1009 da parte di suo fratello Thorkell l'Alto era presumibilmente intesa a vendicare la morte di Sigvaldi, quindi è possibile che Sigvaldi abbia incontrato la morte in Inghilterra.